# (2385) Mustel
(2385) Mustel est un astéroïde de la ceinture principale.

## Description
(2385) Mustel est un astéroïde de la ceinture principale. Il fut découvert le 11 novembre 1969 à Nauchnyj par Lioudmila Tchernykh. Il présente une orbite caractérisée par un demi-grand axe de 2,24 UA, une excentricité de 0,16 et une inclinaison de 4,1° par rapport à l'écliptique.

## Compléments